# (9982) 1995 CH
(9982) 1995 CH là một tiểu hành tinh vành đai chính. It orbits Sun once ever 4.41 năm.
Được phát hiện ngày 1 tháng 2 năm 1995 bởi T. Kobayashi, Tên chỉ định của nó là 1995 CH.